# Hemiphractus proboscideus
Espèce
Synonymes
- Cerathyla proboscidea Jiménez de la Espada, 1870
- Ceratohyla cristata Andersson, 1945

Statut de conservation UICN

 LC  : Préoccupation mineure
Hemiphractus proboscideus est une espèce d'amphibiens de la famille des Hemiphractidae.

## Répartition
Cette espèce se rencontre de 100 à 1 200 m d'altitude dans le haut bassin amazonien, :
- au Pérou dans la région de Loreto ;
- en Équateur ;
- en Colombie dans les départements de Putumayo et d'Amazonas.

## Description
Les mâles mesurent de 43 à 50 mm et les femelles de 57 à 66 mm.

## Publication originale
- Jiménez de la Espada, 1870 : Faunae neotropicalis species quaedam nondum cognitae. Jornal de sciencias mathematicas, physicas e naturaes, Academia Real das Sciencas de Lisboa, vol. 3, p. 57-65 (texte intégral).